# Glomeris euganeorum
Glomeris euganeorum är en mångfotingart som beskrevs av Karl Wilhelm Verhoeff 1926. Glomeris euganeorum ingår i släktet Glomeris och familjen klotdubbelfotingar. Utöver nominatformen finns också underarten G. e. torregliensis.